# Mundo ao Contrário
Albums de Xutos & Pontapés
Nesta Cidade
(2003)
Mundo ao Contrário est le dix-septième album du groupe portugais Xutos & Pontapés

## Pistes de l'album
1. Desejo
2. Diz-me
3. Ai se Ele Cai
4. Pequeno Pormenor
5. Zona Limite
6. Fim de semana
7. Gota a Gota
8. Teimosia
9. O Mundo ao Contrário
10. Sombra Colorida